# 8e cérémonie des Satellite Awards
La 8e cérémonie des Satellite Awards, décernée par The International Press Academy, a eu lieu le 21 février 2004, et a récompensé les films, téléfilms et séries télévisées produits l'année précédente.

## Palmarès et nominations

### Cinéma

#### Meilleur film dramatique
- In America
  - Le Dernier Samouraï (The Last Samurai)
  - Le Seigneur des anneaux : Le Retour du roi (The Lord of the Rings: The Return of the King)
  - Master and Commander : De l'autre côté du monde (Master and Commander: The Far Side of the World)
  - Mystic River
  - Thirteen
  - Paï (Whale Rider)

#### Meilleur film musical ou comédie
- Lost in Translation
  - American Splendor
  - Joue-la comme Beckham (Bend It Like Beckham)
  - Pirates des Caraïbes : La Malédiction du Black Pearl (Pirates of the Caribbean: The Curse of the Black Pearl)
  - A Mighty Wind
  - Bad Santa

#### Meilleur réalisateur
- Jim Sheridan pour In America
  - Niki Caro pour Paï (Whale Rider)
  - Sofia Coppola pour Lost in Translation
  - Clint Eastwood pour Mystic River
  - Catherine Hardwicke pour Thirteen
  - Shari Springer Berman et Robert Pulcini pour American Splendor

#### Meilleur acteur dans un film dramatique
- Sean Penn pour le rôle de Paul Rivers dans 21 Grammes (21 Grams) et pour le rôle de Jimmy Markum dans Mystic River
  - Hayden Christensen pour le rôle de Stephen Glass dans Le Mystificateur (Shattered Glass)
  - Paddy Considine pour le rôle de Johnny dans In America
  - Tom Cruise pour le rôle de Nathan Algren dans Le Dernier Samouraï (The Last Samurai)
  - Jude Law pour le rôle d'Inman dans Retour à Cold Mountain (Cold Mountain)
  - William H. Macy pour le rôle de Bernie Lootz dans Lady Chance (The Cooler)

#### Meilleure actrice dans un film dramatique
- Charlize Theron pour le rôle d'Aileen Wuornos dans Monster
  - Toni Collette pour le rôle de Sandy Edwards dans Japanese Story
  - Jennifer Connelly pour le rôle de Kathy dans House of Sand and Fog
  - Samantha Morton pour le rôle de Sarah dans In America
  - Nikki Reed pour le rôle de Evie Zamora dans Thirteen
  - Naomi Watts pour le rôle de Cristina Peck dans 21 Grammes (21 Grams)
  - Evan Rachel Wood pour le rôle de Tracy Louise Freeland dans Thirteen

#### Meilleur acteur dans un film musical ou une comédie
- Bill Murray pour le rôle de Bob Harris dans Lost in Translation
  - Jack Black pour le rôle de Dewey Finn dans Rock Academy (School of Rock)
  - Johnny Depp pour le rôle du Capitaine Jack Sparrow dans Pirates des Caraïbes : La Malédiction du Black Pearl (Pirates of the Caribbean: The Curse of the Black Pearl)
  - Robert Downey Jr. pour le rôle de Dan Dark dans The Singing Detective
  - Paul Giamatti pour le rôle de Harvey Pekar dans American Splendor
  - Billy Bob Thornton pour le rôle de Willie dans Bad Santa

#### Meilleure actrice dans un film musical ou une comédie
- Diane Keaton pour le rôle de Erica Barry dans Tout peut arriver (Something's Gotta Give)
  - Jamie Lee Curtis pour le rôle de Tess Coleman dans Freaky Friday : Dans la peau de ma mère (Freaky Friday)
  - Hope Davis pour le rôle de Joyce Brabner dans American Splendor
  - Katie Holmes pour le rôle d'April Burns dans Pieces of April
  - Diane Lane pour le rôle de Frances dans Sous le soleil de Toscane (Under the Tuscan Sun)
  - Helen Mirren pour le rôle de Chris Harper dans Calendar Girls

#### Meilleur acteur dans un second rôle dans un film dramatique
- Djimon Hounsou pour le rôle de Mateo dans In America
  - Alec Baldwin pour le rôle de Shelly Kaplow dans Lady Chance (The Cooler)
  - Jeff Bridges pour le rôle de Charles Howard dans Pur Sang, la légende de Seabiscuit (Seabiscuit)
  - Benicio del Toro pour le rôle de Jack Jordan dans 21 Grammes (21 Grams)
  - Omar Sharif pour le rôle d'Ibrahim Demildji dans Monsieur Ibrahim et les fleurs du Coran
  - Ken Watanabe pour le rôle de Katsumoto dans Le Dernier Samouraï (The Last Samurai)

#### Meilleure actrice dans un second rôle dans un film dramatique
- Maria Bello pour le rôle de Natalie Belisario dans Lady Chance (The Cooler)
  - Annette Bening pour le rôle de Sue Barlow dans Open Range
  - Emma Bolger pour le rôle d'Ariel dans In America
  - Patricia Clarkson pour le rôle d'Olivia Harris dans The Station Agent
  - Marcia Gay Harden pour le rôle de Celeste Boyle dans Mystic River
  - Holly Hunter pour le rôle de Melanie dans Thirteen

#### Meilleur acteur dans un second rôle dans un film musical ou une comédie
- Eugene Levy pour le rôle de Mitch Cohen dans A Mighty Wind
  - Johnny Depp pour le rôle de Sands dans Il était une fois au Mexique... Desperado 2 (Once Upon a Time in Mexico)
  - Bill Nighy pour le rôle de Billy Mack dans Love Actually
  - Sam Rockwell pour le rôle de Frank Mercer dans Les Associés (Matchstick Men)
  - Geoffrey Rush pour le rôle du Capitaine Hector Barbossa dans Pirates des Caraïbes : La Malédiction du Black Pearl (Pirates of the Caribbean : The Curse of the Black Pearl)
  - Thomas Sangster pour le rôle de Sam dans Love Actually

#### Meilleure actrice dans un second rôle dans un film musical ou une comédie
- Patricia Clarkson pour le rôle de Joy Burns dans Pieces of April
  - Shaheen Khan pour le rôle de Mme Bhamra dans Joue-la comme Beckham (Bend It Like Beckham)
  - Scarlett Johansson pour le rôle de Charlotte dans Lost in Translation
  - Catherine O'Hara pour le rôle de Mickey dans A Mighty Wind
  - Emma Thompson pour le rôle de Karen dans Love Actually
  - Julie Walters pour le rôle de Annie Clarke dans Calendar Girls

#### Meilleur scénario original
- Lost in Translation - Sofia Coppola
  - 21 Grammes (21 Grams) - Guillermo Arriaga
  - Lady Chance (The Cooler) -  Frank Hannah et Wayne Kramer
  - Kill Bill : Vol. 1 - Quentin Tarantino et Uma Thurman
  - The Station Agent - Thomas McCarthy
  - Thirteen - Catherine Hardwicke et Nikki Reed

#### Meilleur scénario adapté
- Mystic River - Brian Helgeland 
  - American Splendor - Shari Springer Berman et Robert Pulcini
  - Retour à Cold Mountain (Cold Mountain) - Anthony Minghella
  - Pur Sang, la légende de Seabiscuit (Seabiscuit) - Gary Ross
  - Le Mystificateur (Shattered Glass) - Billy Ray
  - Paï (Whale Rider) - Niki Caro

#### Meilleure direction artistique
- Le Seigneur des anneaux : Le Retour du roi (The Lord of the Rings: The Return of the King)
  - Kill Bill: Vol. 1
  - Le Dernier Samouraï (The Last Samurai)
  - Master and Commander : De l'autre côté du monde (Master and Commander: The Far Side of the World)
  - Pur Sang, la légende de Seabiscuit (Seabiscuit)
  - Paï (Whale Rider)

#### Meilleurs costumes
- Le Dernier Samouraï (The Last Samurai)
  - Company (The Company)
  - Le Seigneur des anneaux : Le Retour du roi (The Lord of the Rings: The Return of the King)
  - Master and Commander : De l'autre côté du monde (Master and Commander: The Far Side of the World)
  - Pirates des Caraïbes : La Malédiction du Black Pearl (Pirates of the Caribbean: The Curse of the Black Pearl) – Penny Rose
  - Pur Sang, la légende de Seabiscuit (Seabiscuit)

#### Meilleure photographie
- Le Dernier Samouraï (The Last Samurai)
  - La Jeune Fille à la perle (Girl with a Pearl Earring)
  - Le Seigneur des anneaux : Le Retour du roi (The Lord of the Rings: The Return of the King)
  - Master and Commander : De l'autre côté du monde (Master and Commander: The Far Side of the World)
  - Mystic River
  - Pur Sang, la légende de Seabiscuit (Seabiscuit)

#### Meilleur montage
- Le Dernier Samouraï (The Last Samurai)
  - House of Sand and Fog
  - Le Seigneur des anneaux : Le Retour du roi (The Lord of the Rings: The Return of the King)
  - Master and Commander : De l'autre côté du monde (Master and Commander: The Far Side of the World)
  - Mystic River
  - Pur Sang, la légende de Seabiscuit (Seabiscuit)

#### Meilleur son
- Master and Commander : De l'autre côté du monde (Master and Commander: The Far Side of the World)
  - Kill Bill: Vol. 1
  - Le Dernier Samouraï (The Last Samurai)
  - Le Seigneur des anneaux : Le Retour du roi (The Lord of the Rings: The Return of the King)
  - Mystic River
  - Pur Sang, la légende de Seabiscuit (Seabiscuit)

#### Meilleurs effets visuels
- Master and Commander : De l'autre côté du monde (Master and Commander: The Far Side of the World)
  - Kill Bill: Vol. 1
  - Le Dernier Samouraï (The Last Samurai)
  - Le Seigneur des anneaux : Le Retour du roi (The Lord of the Rings: The Return of the King)
  - Pirates des Caraïbes : La Malédiction du Black Pearl (Pirates of the Caribbean: The Curse of the Black Pearl) – John Knoll
  - Terminator 3 : Le Soulèvement des machines (Terminator 3 : Rise of the Machines)

#### Meilleure musique de film
- Le Dernier Samouraï (The Last Samurai) - Hans Zimmer
  - Camp - Stephen Trask
  - Retour à Cold Mountain (Cold Mountain) - Gabriel Yared
  - Le Monde de Nemo (Finding Nemo) - Thomas Newman
  - Le Seigneur des anneaux : Le Retour du roi (The Lord of the Rings: The Return of the King) - Howard Shore
  - Les Disparues (The Missing) - James Horner
  - Pur Sang, la légende de Seabiscuit (Seabiscuit) - Randy Newman

#### Meilleure chanson originale
- "Siente mi amor" interprétée par Salma Hayek - Il était une fois au Mexique... Desperado 2 (Once Upon a Time in Mexico)
  - "Cross the Green Mountain" - Gods and Generals
  - "Great Spirits" - Frère des ours (Brother Bear)
  - "The Heart of Every Girl" - Le Sourire de Mona Lisa (Mona Lisa Smile)
  - "How Shall I See You Through My Tears" - Camp
  - "A Kiss at the End of the Rainbow" - A Mighty Wind

#### Meilleur film étranger
- La Cité de Dieu (Cidade de Deus) •  Brésil
  - Les invasions barbares •  Canada
  - Gloomy Sunday (Ein Lied von Liebe und Tod) •  Allemagne
  - Monsieur Ibrahim et les fleurs du Coran •  France
  - Osama (أسامة) •  Afghanistan /  Iran
  - Printemps, été, automne, hiver… et printemps (봄 여름 가을 겨울 그리고 봄) •  Corée du Sud

#### Meilleur film d'animation
- Les triplettes de Belleville
  - Frère des ours (Brother Bear)
  - Le Monde de Nemo (Finding Nemo)
  - Les Looney Tunes passent à l'action (Looney Tunes: Back in Action)
  - Millennium Actress (千年女優)
  - Sinbad : La Légende des sept mers (Sinbad: Legend of the Seven Seas)

#### Meilleur documentaire
- Amandla! A Revolution in Four Part Harmony

### Télévision
Note : le symbole «  ♕ » rappelle le gagnant de l'année précédente (si nomination).

#### Meilleure série télévisée dramatique
- The Shield
  - Boomtown
  - La Caravane de l'étrange (Carnivàle)
  - New York, unité spéciale (Law and Order: Special Victims Unit)
  - Nip/Tuck
  - Six Feet Under (Six Feet Under)

#### Meilleure série télévisée musicale ou comique
- Arrested Development
  - Da Ali G Show
  - The Bernie Mac Show ♕
  - Larry et son nombril (Curb Your Enthusiasm)
  - Kid Notorious
  - Sex and the City

#### Meilleure mini-série
- Angels in America
  - Les Enfants de Dune (Children of Dune)
  - Out of Order
  - Docteur Jivago
  - Hélène de Troie
  - Hornblower: Loyalty

#### Meilleur téléfilm
- Rudy: The Rudy Giuliani Story

And Starring Pancho Villa as Himself
My House in Umbria
Normal
Our Town
Soldier's Girl

#### Meilleur acteur dans une série télévisée dramatique
- Michael Chiklis pour le rôle de Vic Mackey dans The Shield
  - David Boreanaz pour le rôle d'Angel dans Angel
  - Anthony LaPaglia pour le rôle de Jack Malone dans FBI : Portés disparus (Whitout a Trace)
  - Julian McMahon pour le rôle de Christian Troy dans Nip/Tuck pour
  - David Paymer pour le rôle de Jonah Malloy dans Line of Fire
  - Nick Stahl pour le rôle de Ben Hawkins dans La Caravane de l'étrange (Carnivàle)

#### Meilleure actrice dans une série télévisée dramatique
- CCH Pounder pour le rôle de Claudette Wyms dans The Shield ♕
  - Jennifer Garner pour le rôle de Sydney Bristow dans Alias
  - Amy Madigan pour le rôle de Iris Crowe dans La Caravane de l'étrange (Carnivàle)
  - Ellen Muth pour le rôle de Georgia « George » Lass dans Dead Like Me
  - Joely Richardson pour le rôle de Julia McNamara dans Nip/Tuck
  - Amber Tamblyn pour le rôle de Joan Girardi dans Le Monde de Joan (Joan of Arcadia)

#### Meilleur acteur dans une série télévisée musicale ou comique
- Bernie Mac pour le rôle de Bernie McCullough dans The Bernie Mac Show ♕
  - Sacha Baron Cohen pour le rôle d'Ali G dans Da Ali G Show
  - Bryan Cranston pour le rôle de Hal dans Malcolm
  - Larry David pour son propre rôle dans Larry et son nombril (Curb Your Enthusiasm)
  - Eric McCormack pour le rôle de Will Truman dans Will et Grace (Will and Grace)
  - Tony Shalhoub pour le rôle d'Adrian Monk dans Monk
  - Damon Wayans pour le rôle de Michael Kyle dans Ma famille d'abord (My Wife and Kids)

#### Meilleure actrice dans une série télévisée musicale ou comique
- Jane Kaczmarek pour le rôle de Lois dans Malcolm
  - Lauren Graham pour le rôle de Lorelai Gilmore dans Gilmore Girls
  - Bonnie Hunt pour le rôle de Bonnie Molloy dans Life with Bonnie
  - Debra Messing pour le rôle de Grace Adler dans Will et Grace  (Will and Grace) ♕
  - Alicia Silverstone pour le rôle de Kate Fox dans Miss Match
  - Wanda Sykes pour le rôle de Wanda Mildred Hawkins dans Wanda at Large

#### Meilleur acteur dans une mini-série ou un téléfilm
- James Woods pour le rôle de Rudy Giuliani dans Rudy: The Rudy Giuliani Story
  - Robert Carlyle pour le rôle d'Adolf Hitler dans Hitler : la Naissance du mal (Hitler : the Rise of Evil)
  - Troy Garity pour le rôle de Barry Winchell dans Soldier's Girl
  - Lee Pace pour le rôle de Calpernia Addams dans Soldier's Girl
  - Al Pacino pour le rôle de Roy Cohn dans Angels in America
  - Tom Wilkinson pour le rôle de Roy 'Ruth' Applewood dans Normal

#### Meilleure actrice dans une minisérie ou un téléfilm
- Meryl Streep pour le rôle de Hannah Pitt dans Angels in America
  - Felicity Huffman pour le rôle de Lorna Colm dans Out of Order
  - Jessica Lange pour le rôle de Irma Applewood dans Normal
  - Helen Mirren pour le rôle de Karen Stone dans The Roman Spring of Mrs. Stone (en)
  - Mary Tyler Moore pour le rôle de Lydia Blessing dans Blessings
  - Maggie Smith pour le rôle de Mrs. Emily Delahunty dans My House in Umbria

#### Meilleur acteur dans un second rôle dans une série dramatique
- Neal McDonough pour le rôle de David McNorris dans Boomtown
  - Andy Hallett pour le rôle de Lorne dans Angel
  - Hill Harper pour le rôle de Darnell dans FBI : Opérations secrètes (The Handler)
  - Anthony Heald pour le rôle du juge Harvey Cooper dans Boston Justice (Boston Legal)
  - Michael Rosenbaum pour le rôle de Lex Luthor dans Smallville
  - Gregory Smith pour le rôle d'Ephram Brown dans Everwood

#### Meilleure actrice dans un second rôle dans une série dramatique
- Mary Steenburgen pour le rôle de Helen Girardi dans Le Monde de Joan (Joan of Arcadia)
  - Amy Acker pour le rôle de Winifred Burkle dans Angel
  - Adrienne Barbeau pour le rôle de Ruthie dans La Caravane de l'étrange (Carnivàle)
  - Loretta Devine pour le rôle du juge Victoria Thomson dans Boston Justice (Boston Legal)
  - Lena Olin pour le rôle d'Irina Derevko dans Alias
  - Gina Torres pour le rôle de Jasmine dans Angel

#### Meilleur acteur dans un second rôle dans une série comique
- Jeffrey Tambor pour le rôle de George Bluth Senior dans Arrested Development
  - David Cross pour le rôle de Tobias Fünke dans Arrested Development
  - David Alan Grier pour le rôle de David Bellows dans Life with Bonnie
  - Sean Hayes pour le rôle de Jack McFarland dans Will et Grace (Will and Grace)
  - Matt LeBlanc pour le rôle de Joey Tribbiani dans Friends
  - David Hyde Pierce pour le rôle du Dr Niles Crane dans Frasier

#### Meilleure actrice dans un second rôle dans une série comique
- Jessica Walter pour le rôle de Lucille Bluth dans Arrested Development
  - Kelly Bishop pour le rôle d'Emily Gilmore dans Gilmore Girls
  - Kim Cattrall pour le rôle de Samantha Jones dans Sex and the City
  - Jane Leeves pour le rôle de Daphne Moon Crane dans Frasier
  - Christa Miller pour le rôle de Jordan Sullivan dans Scrubs
  - Portia de Rossi pour le rôle de Lindsay Bluth Fünke dans Arrested Development

#### Meilleur acteur dans un second rôle dans une mini-série ou téléfilm
- Justin Kirk pour le rôle de Prior Walter / Leatherman dans Angels in America
  - Eion Bailey pour le rôle de Frank Thayer dans And Starring Pancho Villa as Himself
  - Chris Cooper pour le rôle de Thomas Riversmith dans My House in Umbria
  - Shawn Hatosy pour le rôle du Spc. Justin Fisher dans Soldier's Girl
  - Patrick Wilson pour le rôle de Joe Pitt dans Angels in America
  - Jeffrey Wright pour le rôle de Mr. Lies / Belize dans Angels in America

#### Meilleure actrice dans un second rôle dans une mini-série ou téléfilm
- Justine Bateman pour le rôle d'Annie dans Out of Order
  - Emma Thompson pour le rôle de Nurse Emily dans Angels in America
  - Mary-Louise Parker pour le rôle de Harper Pitt dans Angels in America
  - Anne Bancroft pour le rôle de Contessa dans The Roman Spring of Mrs. Stone (en)
  - Jayne Atkinson pour le rôle de Mrs. Gibbs dans Our Town
  - Jane Curtin pour le rôle de Mrs. Webb dans Our Town

### DVD

#### Meilleur ensemble de DVD
- Pirates des Caraïbes : La Malédiction du Black Pearl (Pirates of the Caribbean: The Curse of the Black Pearl)
- Édition The Adventures of Indiana Jones Set de la franchise Indiana Jones comprenant Les Aventuriers de l'arche perdue (Raiders of the Lost Ark), Indiana Jones et le Temple maudit (Indiana Jones and the Temple of Doom) et Indiana Jones et la dernière croisade (Indiana Jones and the Last Crusade)
- Édition The Alien Quadrilogy de la franchise Alien comprenant Alien, le huitième passager (Alien), Aliens, le retour (Aliens), Alien 3 et Alien, la résurrection (Alien Resurrection)

#### Meilleur DVD supplémentaire
- Édition The Adventures of Indiana Jones Set de la franchise Indiana Jones comprenant Les Aventuriers de l'arche perdue (Raiders of the Lost Ark), Indiana Jones et le Temple maudit (Indiana Jones and the Temple of Doom) et Indiana Jones et la dernière croisade (Indiana Jones and the Last Crusade)
- Édition The Alien Quadrilogy de la franchise Alien comprenant Alien, le huitième passager (Alien), Aliens, le retour (Aliens), Alien 3 et Alien, la résurrection (Alien Resurrection)

#### Meilleure sortie de DVD classique
- Édition The Adventures of Indiana Jones Set de la franchise Indiana Jones comprenant Les Aventuriers de l'arche perdue (Raiders of the Lost Ark), Indiana Jones et le Temple maudit (Indiana Jones and the Temple of Doom) et Indiana Jones et la dernière croisade (Indiana Jones and the Last Crusade)

### Récompenses spéciales
Mary Pickford Award
- Arnon Milchan

Nikola Tesla Award
- James Cameron

Révélation de l'année
- Peter Dinklage

## Récompenses et nominations multiples

### Nominations multiples
Cinéma
10 : Le Dernier Samouraï
8 : Le Seigneur des anneaux : Le Retour du roi, Pur Sang, la légende de Seabiscuit
7 : Mystic River, Master and Commander : De l'autre côté du monde
6 : Thirteen, In America
5 : Lost in Translation, American Splendor, Pirates des Caraïbes : La Malédiction du Black Pearl
4 : Paï (Whale Rider), 21 Grammes, Kill Bill vol. 1, The Cooler
3 : Love Actually, Retour à Cold Mountain, A Mighty Wind
2 : Joue-la comme Beckham, Bad Santa, Calendar Girls, Monsieur Ibrahim et les fleurs du Coran, Frère des ours, House of Sand and Fog, Le Monde de Nemo, Il était une fois au Mexique... Desperado 2
Télévision

### Récompenses multiples
Cinéma
4 / 10 : Le Dernier Samouraï
3 / 6 : In America
3 / 5 : Lost in Translation
2 / 7 : Master and Commander : De l'autre côté du monde (Master and Commander: The Far Side of the World)
Télévision